# مارك مادن
مارك مادن (بالإنجليزية: Mark Madden)‏ هو صحفي أمريكي، ولد في 29 ديسمبر 1960 في بيتسبرغ في الولايات المتحدة.